# Janos Perger
Janos Perger fut évêque de Košice du 13 mai 1868 au 5 avril 1876. Il avisa le gouvernement hongrois de l'état calamiteux de la cathédrale de Košice. 